# Manitoba Hydro Place

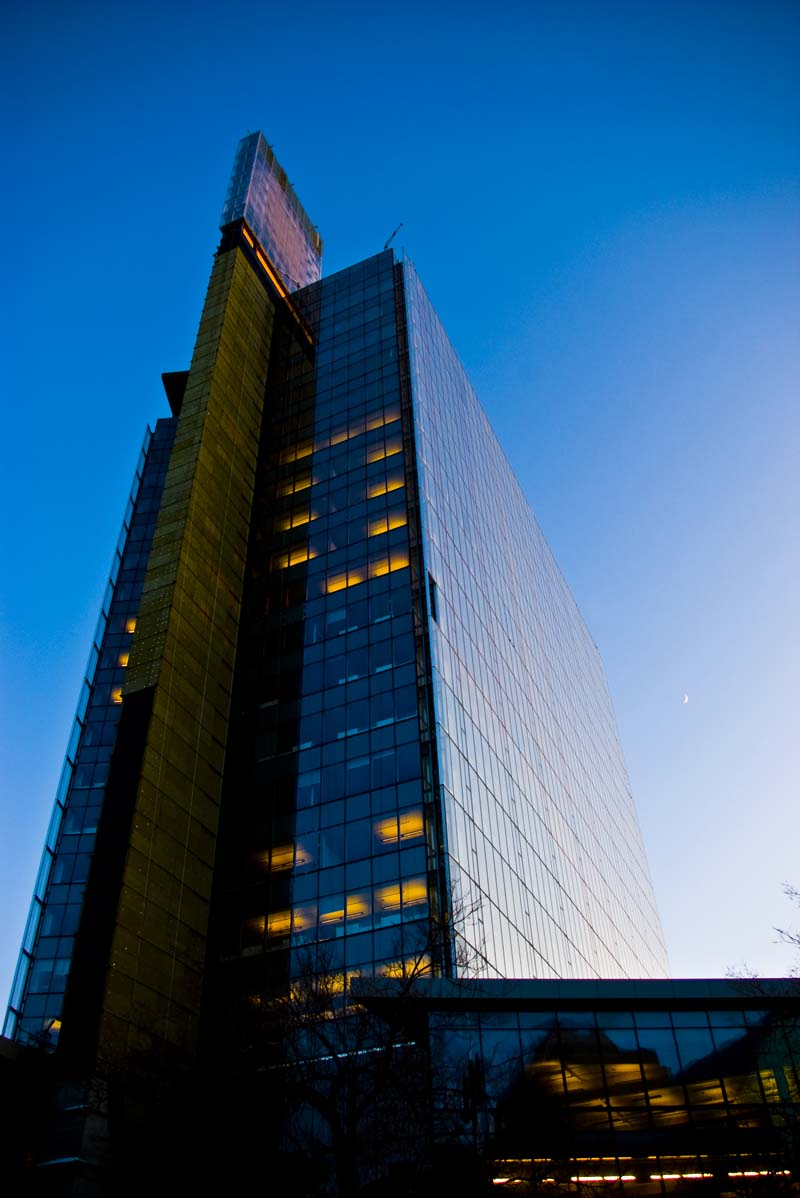
Le Manitoba Hydro Place en construction, janvier 2009.

Le Manitoba Hydro Place est un gratte-ciel situé dans le centre-ville de Winnipeg (Canada). C'est le 4e plus grand bâtiment de la ville, avec 112,5 mètres de haut jusqu'au sommet de la cheminée thermique. Depuis fin 2008, c'est le siège de la société Manitoba Hydro. 
L'emménagement a débuté le 22 décembre 2008,. Le bâtiment fut officiellement inauguré le 29 septembre 2009 avec 1 650 employés de la firme y travaillant.
Ce bâtiment est, parmi ceux de sa taille, l'un des plus énergétiquement efficaces d'Amérique du nord[réf. nécessaire]. En 2009, il consomme 65 % d'énergie en moins que ne l'exige la réglementation de la construction canadienne[réf. souhaitée]. 
Il a été conçu par le cabinet Kuwabara Payne McKenna Blumberg Architects de Toronto. Il a reçu le trophée 2009 du meilleur bâtiment de grande taille des Amériques, décerné par le Council on Tall Buildings and Urban Habitat. La citation du jury souligne que : le Manitoba Hydro Place « a été conçu pour être complètement adapté au site. Le projet ne pourrait pas être transplanté dans une autre ville et continuer à fonctionner, il constitue ainsi une réponse parfaite à l'uniformisation apparente des horizons dans le monde. »

## Localisation
Le Manitoba Hydro Place est situé au 360 Portage Avenue, dans le centre-ville de Winnipeg.

## La construction
Le budget prévisionnel pour sa construction était de 278 millions de dollars canadiens. 
La construction d'un siège au centre-ville faisait partie de l'accord entre Manitoba Hydro et la ville de Winnipeg pour le rachat de la société municipale d'électricité Winnipeg Hydro. 

## Photographies

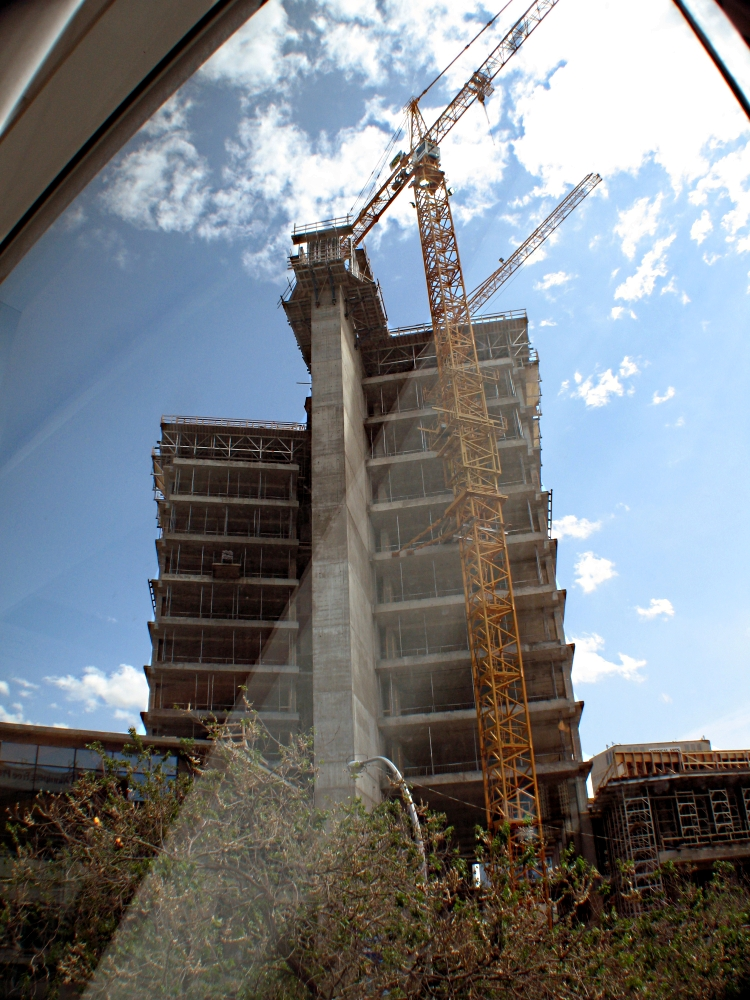
Juin 2007
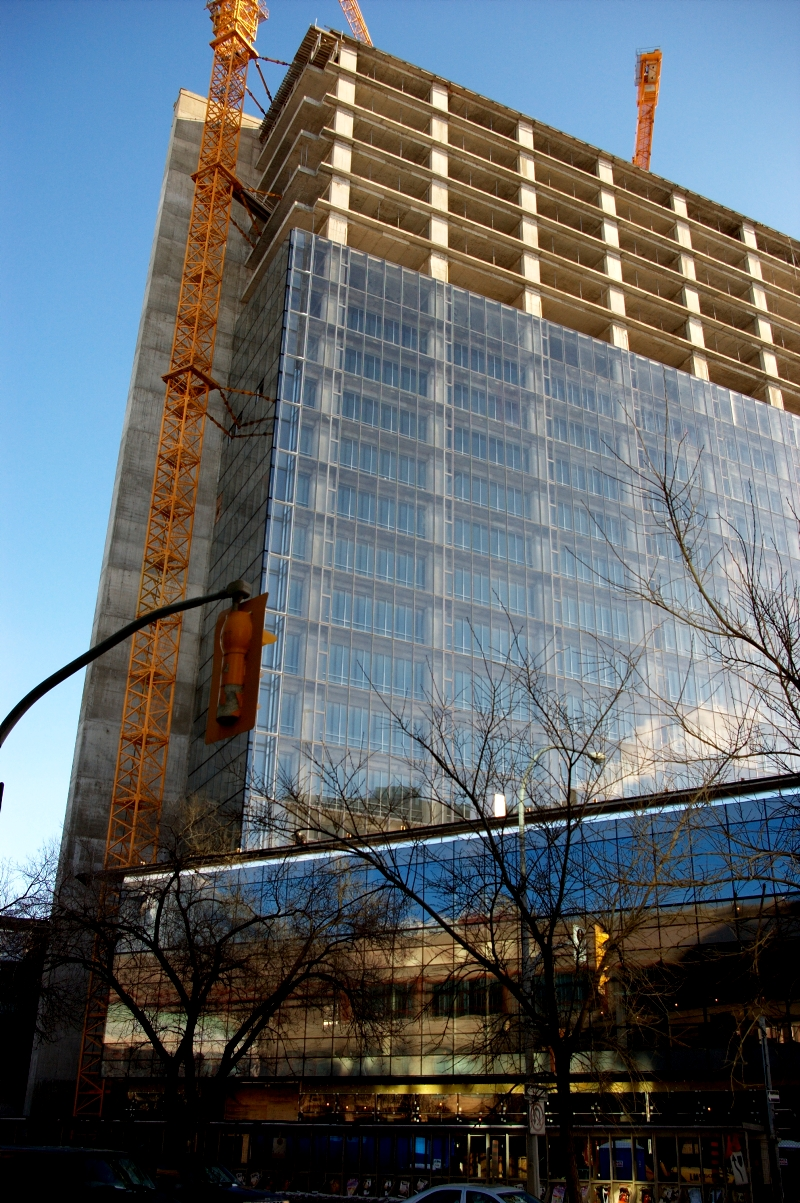
Janvier 2008